# Dimbo landskommun
Dimbo landskommun var en tidigare kommun i dåvarande Skaraborgs län.

## Administrativ historik
När kommunbegreppet infördes i samband med att 1862 års kommunalförordningar trädde i kraft inrättades över hela landet cirka 2 400 landskommuner.
I Dimbo socken i Vartofta härad i Västergötland inrättades denna kommun.
Vid kommunreformen 1952 bildade den storkommun tillsammans med ytterligare tolv tidigare landskommuner, nämligen Acklinga, Hångsdala, Hömb, Kungslena, Kymbo, Ottravad, Skörstorp, Suntak, Valstad, Varv, Vättak och Östra Gerum. 
Landskommunen ombildades till Dimbo kommun vid kommunreformen 1971. Den 1 januari 1974 upplöstes den och huvuddelen fördes till Tidaholms kommun, förutom Skörstorps församling som fördes till Falköpings kommun.
Kommunkoden var 1952-1973 1627.

### Kyrklig tillhörighet
I kyrkligt hänseende tillhörde kommunen Dimbo församling. Den 1 januari 1952 tillkom församlingarna Acklinga, Hångsdala, Hömb, Kungslena, Kymbo, Ottravad, Skörstorp, Suntak, Valstad, Varv, Vättak och Östra Gerum.

## Geografi
Dimbo landskommun omfattade den 1 januari 1952 en areal av 211,75 km², varav 210,72 km² land.

### Tätorter i kommunen 1960
I Dimbo landskommun fanns den 1 november 1960 ingen tätort. Tätortsgraden i kommunen var då alltså 0,0 procent.

## Politik

### Mandatfördelning i valen 1942-1970
| 9 | 6 |

| 14 |

| 7 | 8 |

| 14 |

| 13 | 13 | 4 | 5 |

| 34 |

| 12 | 13 | 4 | 6 |

| 31 |

| 9 | 5 | 14 | 3 | 4 |

| 30 | 5 |

| 11 | 15 | 3 | 6 |

| 31 |

| 9 | 16 | 3 | 7 |

| 29 | 6 |

| 10 | 17 | 3 | 5 |

| 27 | 8 |